# Ледоруб

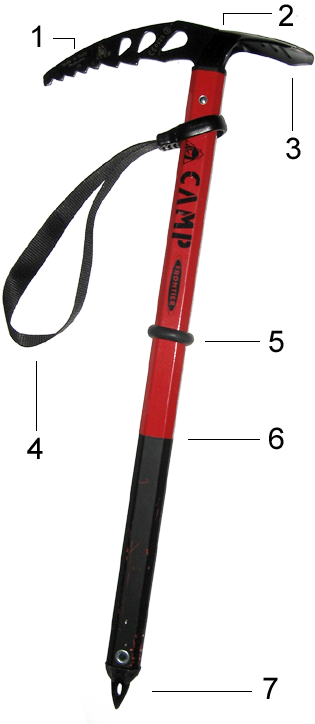
1-клюв; 2-головка; 3-лопатка; 4-темляк; 5-ограничитель хода темляка; 6-рукоятка (древко); 7-штычок

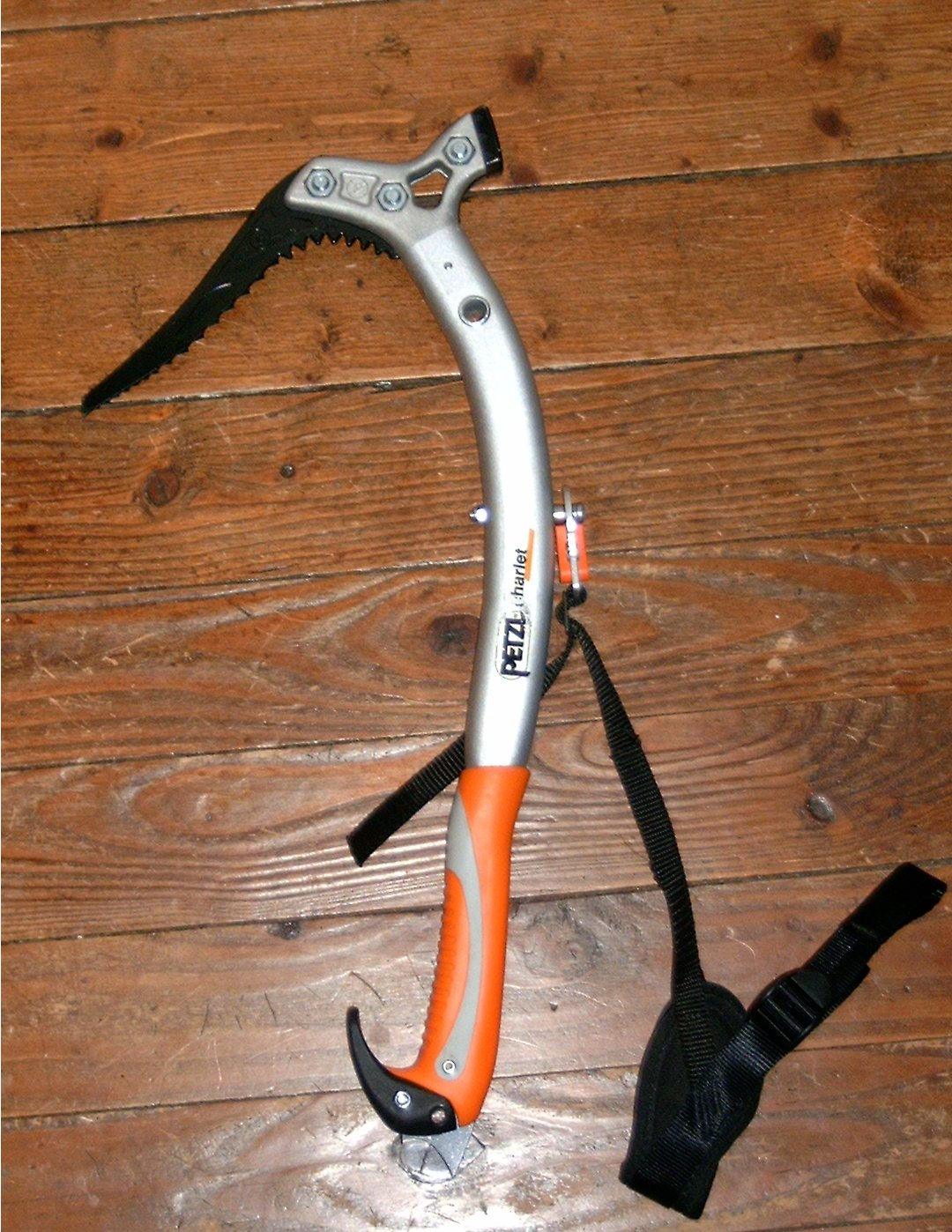
Ледовый инструмент

Ледору́б — спортивный инвентарь, применяемый альпинистами и горными туристами для передвижения по ледовым, снежным и осыпным склонам, организации страховки и самостраховки на этих видах рельефа.

## Основные части и использование
Ледоруб напоминает по внешнему виду кирку, он состоит из головки, штычка и рукоятки. Головка имеет также клюв и лопатку. Для удобства использования к ледорубу пристёгивают темляк — петлю, которую надевают на руку или пристёгивают к самостраховке.
Классический ледоруб, помимо использования в качестве средства самостраховки, активно применяли спортсменами в первой половине XX века для рубки ступеней во льду при подъёме по крутым склонам. Ступени рубили клювом (который был почти прямым), а выравнивание их осуществляли лопаткой ледоруба.
С появлением жёстких платформенных кошек техника передвижения по ледовым склонам изменилась и теперь ледоруб используют, в первую очередь, как средство самостраховки.
Для организации точек страховки на снегу и фирне применяют приём забивания рукоятки ледоруба в снег на всю длину. (На рыхлом снегу ледоруб могут закапывать в снег горизонтально для обеспечения большей надёжности. В этом случае страховочную верёвку крепят к середине древка.) Самостраховку на таких склонах осуществляют штычком ледоруба (опорой на ледоруб).
На крутых ледовых и жёстких фирновых склонах, в которые тяжело (или невозможно) забить рукоятку, самостраховку осуществляют с помощью клюва ледоруба.
Ледорубы могут сильно отличаться по конструкции, что обусловлено различными условиями применения. На простых маршрутах (как правило, до категории 3Б включительно) используют ледорубы с прямым древком, так как его легко вбить в снег для организации страховки. На более сложных маршрутах, где встречают протяжённые участки льда крутизной 50° и больше, а также для ледолазания, используют спортивный инвентарь с изогнутым древком и клювом или бойком более сложной конструкции — ледовый инструмент (от англ. ice tool, в том числе, со сменной рабочей частью).

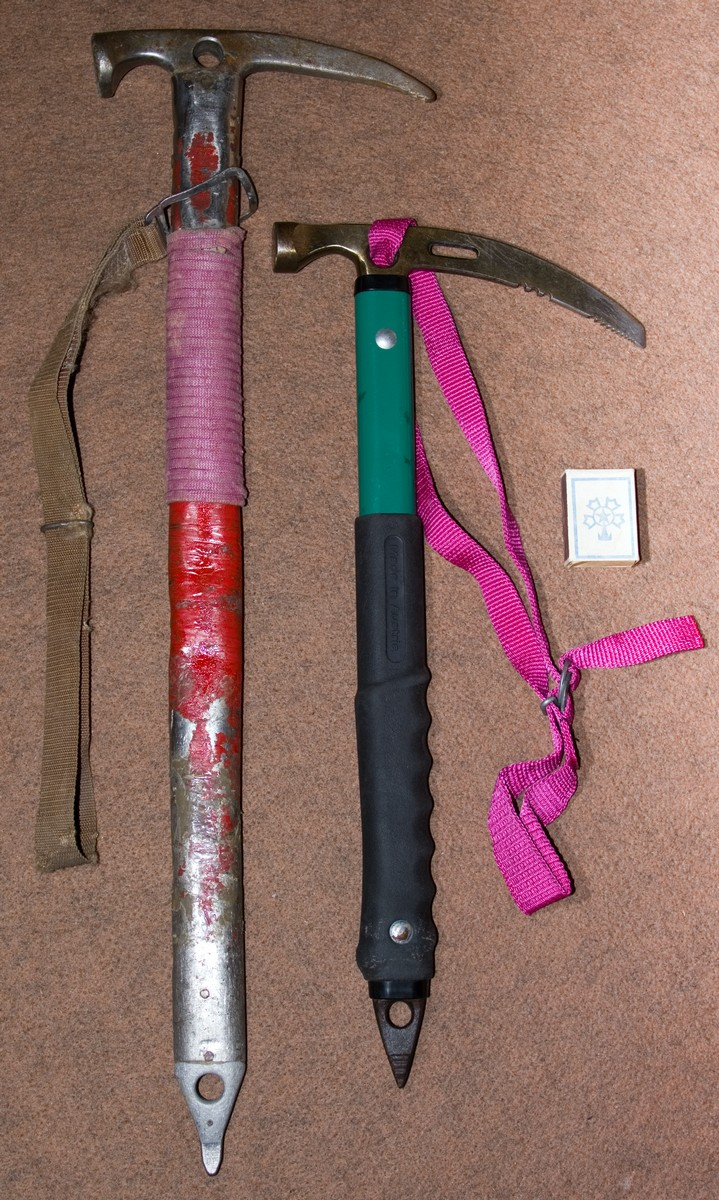
Слева направо: айсбайль старого типа и современный

## Айсбайль
Айсба́йль (от нем. Eisbeil) — сходный по назначению с ледорубом спортивный инвентарь. Айсбайль отличается от ледоруба тем, что на его головке вместо лопатки имеется боёк, что позволяет использовать его при необходимости для забивания крючьев вместо скального молотка.

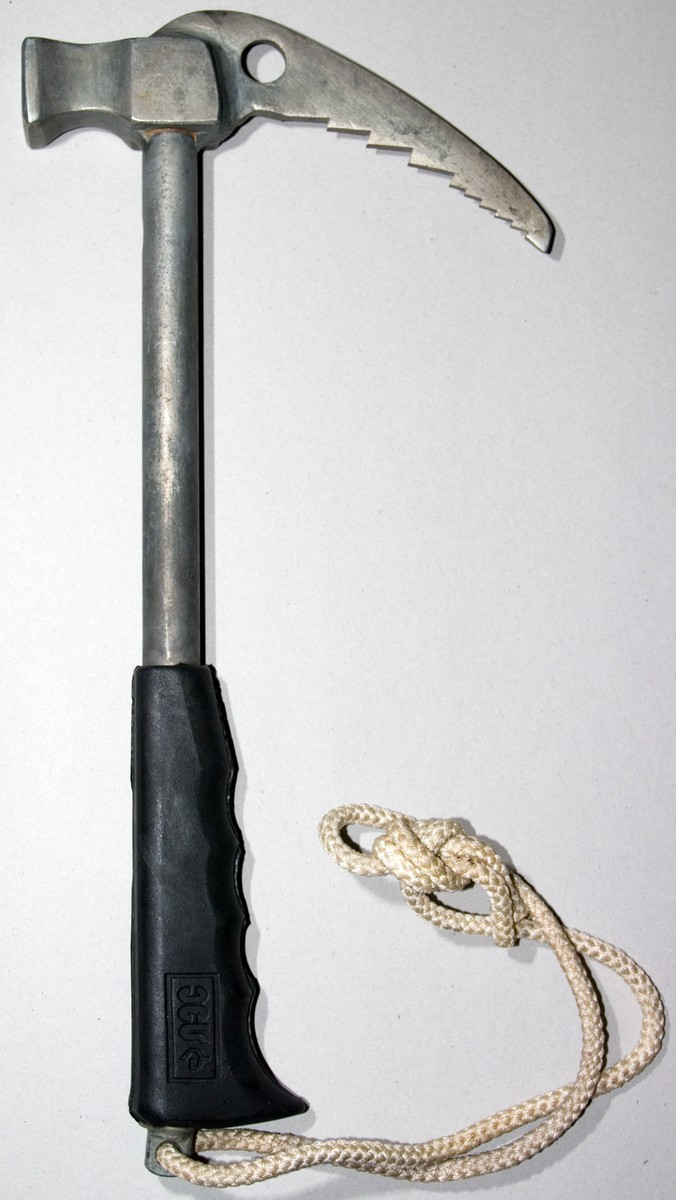
Ледовый молоток

От ледового молотка айсбайль отличает меньший изгиб клюва, большая длина рукоятки и наличие штычка.

## Нестандартное использование ледоруба
Ледоруб и подобные инструменты нередко использовались как импровизированный аналог Чекана или Клевеца; ледоруб при ударе наносит тяжкие, глубокие колющие телесные повреждения.
Известно, что ледоруб (именно небольшой ледоруб, хотя его часто путают с ножом для колки льда — англ. Ice pick, особенно в англоязычной прессе) был использован Рамоном Меркадером (исп. Ramón Mercader) как орудие убийства Л. Д. Троцкого.
Также ледорубом в 2007 году был убит британский чернокожий студент Энтони Уокер (англ. Anthony Walker).
Ледоруб используют в качестве оружия в компьютерной игре Call of Duty: Modern Warfare 2, в миссии «Cliffhanger» («Скалолаз»), в которой капитан Джон 'Soap' МакТавиш использует его для убийства водителя снегохода.
Ледоруб используют как оружие ближнего боя в перезапуске серии игр Tomb Raider.
Ледоруб используют как оружие в игре The Walking Dead: Season One.
Ледоруб используют как оружие ближнего боя, а также как кирку в онлайн-игре Rust.

## Другие инструменты для колки льда
Помимо ледорубов, используемых в альпинизме, существуют ещё и приспособления для колки бытового льда (например, используемого для приготовления спиртных напитков — коктейлей), иногда ошибочно называемые «ледорубами» (правильное название — «нож для колки льда», англ. Ice pick).

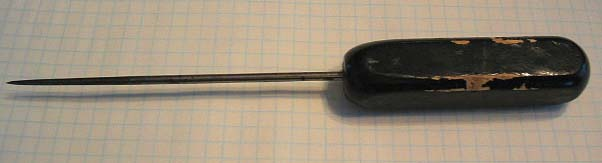
Нож для колки льда

Дворники используют ледоруб-топор, представляющий собой топор (без рукоятки) с приваренным к обуху длинным металлическим прутом (куском арматуры). Используют для отбивания льда и наста на тротуарах.